# Trova rosarina
La trova rosarina est un mouvement musical ayant émergé au début des années 1980 dans la ville argentine de Rosario, parallèlement à la redécouverte du rock argentin qui commençait à avoir lieu à la même époque, surtout après l'interdiction de diffuser de la musique en anglais décrétée après la guerre des Malouines en 1982. De ce fait, les principaux musiciens du courant ont fini par occuper des espaces de diffusion dans les médias et les festivals liés au rock national. Au cours de la période dictatoriale tardive de 1982-1983, plusieurs de ses représentants ont eu un impact massif. Leurs textes, leur esthétique et le fait qu'un mouvement né à l'intérieur du pays s'empare de la scène nationale ont eu un impact considérable,. Immédiatement après, avec l'arrivée de la démocratie et la montée de la new wave et du pop rock en Argentine, le mouvement a commencé à coexister avec beaucoup d'autres, et ses artistes s'ouvrent à la recherche de leurs propres carrières.
Musicalement, la trova rosarina se caractérise par une fusion de différents genres musicaux, ce qui signifie que le genre comprend des chansons plus proches du rock, d'autres du folk argentin, du tango, des rythmes du Río de la Plata, des chants de révolte, de la musique urbaine et de la pop mélodique. Les artistes avaient en commun d'être originaires de Rosario et de chercher à exprimer un message commun de désaccord avec le régime militaire.
La trova rosarina est apparue dans un climat de mécontentement à l'égard du régime de la dernière dictature civile et militaire argentine, dans lequel les artistes cherchaient à se différencier du style musical de la décennie précédente. Dans le cas de la trova rosarina, ils se différencient en utilisant des paroles qui parlaient ouvertement de la situation à l'époque de la dictature,,, au lieu de rester silencieux comme c'était le cas dans le jazz rock et le rock progressif de la décennie précédente.

## Histoire

### Origines
À la fin des années 1970, les nouveaux genres qui faisaient leur chemin en Europe et aux États-Unis n'avaient pas encore pris racine sur la scène musicale argentine. Le punk, le post-punk, la new wave, le no wave, le pub rock, le heavy metal sont pratiquement inexistants en Argentine, où les principaux groupes continuent d'adhérer aux genres de la première moitié de la décennie, tels que le jazz rock et le rock progressif. partir de 1982, après la guerre des Malouines, différents artistes ont commencé à chercher des moyens d'exprimer leur désaccord avec le régime militaire,,,, ce qui se produit dans plusieurs genres simultanément à cette époque : dans le heavy metal avec Riff, dans le punk avec Los Violadores et dans la música divertida (es) avec Virus.
Sur la scène de Rosario, certains artistes de la future trova rosarina avaient déjà joué ensemble au cours de la décennie précédente : El Banquete avait réuni Rubén Goldín, Adrián Abonizio et un Fito Páez âgé d'à peine 14 ans en 1977, et Irreal avait réuni Abonizio et Juan Carlos Baglietto entre 1975 et 1979. Irreal se sépare à la suite d'attaques de para-police qui poursuivaient le groupe en raison de son appartenance à une organisation de musiciens indépendants de Rosario. Mais avant cela, le groupe avait donné un concert à Buenos Aires qui allait être déterminant à long terme pour ce qui allait découler de cette expérience.

### Émergence
La trova rosarina semble avoir émergée en 1980, lorsque Baglietto et les autres artistes de Rosario qui allaient former le mouvement ont commencé à converger vers les mêmes lieux du circuit artistique de Rosario, notamment le Teatro Lavardén, et le Café de La Flor de Quique Pesoa,. Il convient toutefois de noter qu'au début, le mouvement n'avait pas de nom, il ne s'appelait pas trova rosarina,
Certains, comme Fito Páez, avaient une formation rock, d'autres, comme Fandermole, des racines folk, Goldín jouait du jazz, Abonizio était le plus proche du tango,,,. Mais ils trouvent un espace commun dans les lieux artistiques de Rosario, à partir duquel ils ont pu exprimer leur message commun : l'engagement social et la critique du régime militaire.
Dès 1981, les événements qui allaient conduire à l'essor de la trova rosarino commencent à se dérouler : Baglietto se trouve au Café de La Flor, où Facundo Cabral doit se produire. Aux côtés de Cabral se trouve son manager, Julio Avegliano, qui a déjà vu Baglietto avec le groupe Irreal quelque temps auparavant, lors du spectacle susmentionné dans la capitale, et qui a été impressionné. Quelque temps plus tard, Avegliano invite Baglietto à représenter Rosario lors d'un festival organisé par la revue Humor à l'Estadio Obras Sanitarias,. Ce festival est organisé pour se moquer de l'arrivée de Frank Sinatra dans le pays : par exemple, les billets pour le concert de l'Américain coûtent 1 000 dollars, ceux de la revue Humor seulement 1 dollar. Fito Páez lui-même, des années plus tard, se moquera du ridicule de l'idée : « Ce doit être le seul endroit au monde où l'on organise quelque chose contre Sinatra. Les illusions de l'époque ».
Baglietto accepte, mais demande que les noms de ses camarades de Rosario soient également mentionnés pour faire connaître le concert. Ce concert a lieu le 7 août 1981 et les Rosarinos sont bien accueillis par le public de Buenos Aires. À cette époque, Baglietto enregistre son album Tiempos difíciles, qui ne sortira que l'année suivante. En février 1982, c'est le Festival de La Falda à Cordoue, avec une prestation de Baglietto et une consternation particulière du public lorsqu'il interprète pour la première fois la chanson Mirta, de regreso. Le bon accueil réservé aux récitals des festivals de la revue Humor et de La Falda sera le prélude à l'explosion du phénomène.

### Succès
Baglietto n'a jamais oublié les musiciens qui l'ont amené au sommet et il a saisi toutes les occasions de les promouvoir. Quatrième de couverture de son album Actuar para vivir (1982). En 1982, voyant le prestige grandissant de Baglietto et de ses compagnons de Rosario, le représentant Avigliano leur obtient un concert à l'Estadio Obras Sanitarias de Buenos Aires pour le mois de mai de la même année. Entre-temps, la guerre des Malouines commence en avril, ce qui pousse le régime militaire à établir une censure de la musique en anglais. Mais la grille des programmes radiophoniques étant désormais vide, le régime ouvre les portes aux artistes locaux pour qu'ils remplissent l'espace radiophonique. Simultanément, l'album Tiempos difíciles de Juan Carlos Baglietto, qui avait déjà été enregistré vers le mois d'août de l'année précédente, est sorti. Le 14 mai 1982, Baglietto et son groupe formé par Fito Páez, Silvina Garré, Jorge Fandermole, Adrián Abonizio, Rubén Goldín et Lalo de los Santos, présentent Tiempos difíciles à Obras. Le récital est un grand succès,, et marque le lancement non seulement de Baglietto mais de tout le mouvement des artistes de Rosario. Un journaliste porteño invente alors le terme de trova rosarina pour désigner la nouvelle génération de musiciens de Rosario qui connaissent le succès sur la scène porteño,.
Le phénomène de la trova rosarina explose dans tout le pays, avec des paroles qui s'élèvent ouvertement contre la dictature et la violence,. Le mouvement est particulièrement soutenu par les habitants de l'intérieur du pays,. Il a également un impact sur le fait de voir dans le courant national dominant un artiste à l'esthétique hippie des années 1960, comme Baglietto, avec une barbe touffue et des cheveux longs, car jusqu'à cette époque, la dictature considérait encore comme une contravention le fait de porter des cheveux longs, de sorte que l'esthétique débraillée de Baglietto était jusqu'alors limitée à des environnements marginaux,. La chanson Mirta, de regreso, l'un des premiers succès massifs de la trova, mettait précisément en évidence cette situation en donnant la parole à un ancien détenu qui avait retrouvé la liberté après le passage du régime démocratique à la dictature : « Il n'y a plus un seul cheveu long, ils ont tous l'air de soldats », disait-il. Baglietto est le fer de lance de tous les musiciens qui le suivaient par derrière, il avait donné sa voix à trois chansons composées par ses collègues et qui ont eu un succès particulier au moment de la guerre des Malouines : Era en abril (de Jorge Fandermole), Mirta, de regreso (d'Adrián Abonizio) et La vida es una moneda (de Fito Páez).
En mai 1983 a lieu le festival Rosariazo Rock, auquel participent les artistes du mouvement et qui donne lieu à l'enregistrement d'un double album live.

### Nuevos Aires
Certains sont agacés par la surexposition de la trova rosarina à la radio à cette époque. D'autres ne sont pas attirés par le style, non pas parce qu'il parle ouvertement de la dictature, mais parce qu'il est plutôt mélancolique, ce qui les amène à dire que les Rosarinos sont tristes ou déprimants,,.
Les sons modernes commencent à arriver de l'étranger avec les visites en Argentine de The Police en 1980 et de Queen en 1981. L'arrivée de la démocratie en Argentine en décembre 1983, dans un climat social festif et joyeux, marque l'avancée de la new wave argentine et du pop rock, qui, avec leurs rythmes énergiques et leur style sans carton, allaient promouvoir des groupes qui allaient devenir les stars de la scène musicale argentine, et finalement de l'Amérique latine dans son ensemble. La trova rosarina en tant que mouvement s'est progressivement affaiblie, et ses artistes ont développé leurs propres carrières en solo. 